# Швармщет
Швармщет (на немски: Schwarmstedt) е община в Долна Саксония, Германия, с 5425 жители (31 декември 2014).
- Църквата Св. Лауренциус
- Старата поща от 1877

## Известни личности
Родени в Швармщет
- Вилхелм Рьопке (1899-1966), икономист